# Жаба-голіаф
Жаба-голіаф (Conraua goliath) — вид земноводних з роду Conraua родини Petropedetidae.

## Опис
Завдовжки досягає 32—36,8 см, заважує 3,2—3,6 кг. Спостерігається статевий диморфізм: самиця дещо більша за самця. За зовнішнім виглядом схожа на інших представників свого роду. Має масивні голову та тулуб, горбисту шкіру, потужні кінцівки. Задні — наділені плавальною перетинкою. Забарвлення спини зеленувато-коричневе. Черево жовто-помаранчевого відтінку.

## Спосіб життя
Полюбляє місцини навколо швидких течій, насамперед річок, струмків, трапляється біля водоспадів, уникає стоячих водойм. Чудово плаває, пірнає, здатна перебувати під водою до 15 хвилин. Здатна робити великі стрибки — до 3 м, проте ці стрибки не тривалі, вона швидко втомлюється. Активна вночі. Живиться дрібними жабами, пуголовками, водними безхребетними, дрібними гризунами й плазунами, пташенятами.
Парування та розмноження відбувається під час сухого сезону. Самиця відкладає за один раз 1000—2000 яєць. Цей процес триває до 6 діб. загалом жаба-голіаф здатна за цей час відкласти до 10 тисяч яєць. Метаморфоз пуголовок триває 85—95 днів.
Тривалість життя до 15 років.

## Поширення
Має обмежений ареал, населяє прибережну смугу території Камеруну та континентальної частини Екваторіальної Гвінеї завширшки 150—180 км.

## Цікавий факт
- Жаба-голіаф може будувати ставки для своїх пуголовків, використовуючи каміння вагою у понад половину від власної (до двох кілограмів)[1].